# Daberklamm
Daberklamm är en ravin i Österrike.   Den ligger i förbundslandet Tyrolen, i den centrala delen av landet, 300 km väster om huvudstaden Wien. Daberklamm ligger 1 675 meter över havet.
Terrängen runt Daberklamm är mycket bergig. Runt Daberklamm är det ganska glesbefolkat, med 26 invånare per kvadratkilometer.. Närmaste större samhälle är Matrei in Osttirol, 7,8 km sydväst om Daberklamm. 
I omgivningarna runt Daberklamm växer i huvudsak blandskog.